# Progressive Tango
Progressive Tango es el séptimo álbum de estudio de Tanghetto. El álbum fue lanzado en mayo de 2015 en descarga digital y en junio de 2016 en CD.
En 2016, el álbum estuvo nominado para un Premio Gardel.

## Canciones
1. "Progressive Tango" (3:23)
2. "Allegro Tangabile" (4:39)
3. "El Maestro" (4:08)
4. "Milonga Moderna" (4:39)
5. "Reencuentro" (2:48)
6. "Gallo Ciego" (3:16)
7. "Milonguita Antipática" (3:35)
8. "¿Cuanto Más?" (3:36)
9. "Amor sin Tiempo" (4:50)
10. "Crazy Days" (3:14)
11. "El Derrumbe" (4:26)
12. "Revancha del Bandoneón (Progressive Tango Reprise)" (4:32)

## Polémica
En junio de 2016, Progressive Tango fue lanzado en formato físico en Argentina, pero el disco que contenía dentro era un CD pirata, a pesar de que la caja era igual a las de los otros discos. Se reveló que era por qué la discográfica ofrecía un mínimo de un lote de 500 discos y la banda no quiso pagarlo. Hoy en día el CD sigue disponible.

## Personal
- Max Masri: sintetizadores, programación y voz en "Vuelvo al Sur"
- Diego S. Velázquez: nylon string guitar, electric guitar, electric bass, synths, piano, programming
- Antonio Boyadjian: acoustic and electric piano
- Aldo Di Paolo: acoustic piano
- Leandro Ragusa: bandoneón
- Federico Vázquez: bandoneón
- Chao Xu: violoncello and erhu
- Guillermo Fernández: voz principal en Milonga Moderna"
- Hernán Ruiz: Guitarra